# Landesliga Württemberg 1948/49
Die Landesliga Württemberg 1948/49 war die vierte Saison der höchsten württembergischen Amateurklasse nach dem Zweiten Weltkrieg. Sie war eine Ebene unterhalb der Oberliga Süd angesiedelt und deckte den Nordteil von Württemberg ab, der zum damaligen Land Württemberg-Baden gehörte.
Meister wurde der FV Zuffenhausen, der wie auch der Tabellenzweite SG Untertürkheim an der anschließenden Aufstiegsrunde zur Oberliga Süd teilnahm. Beide Vereine belegten in ihren Gruppen nur den letzten Platz und stiegen nicht auf. Der TSG Öhringen, der VfR Heilbronn und der SSV Ulm stiegen ab.

## Abschlusstabelle
| Pl. | Verein                     | Sp. | Tore  | Punkte |
| --- | -------------------------- | --- | ----- | ------ |
| 01. | FV Zuffenhausen (N)        | 24  | 53:27 | 34:14  |
| 02. | SG Untertürkheim           | 24  | 54:30 | 34:14  |
| 03. | Sportvg Feuerbach          | 24  | 73:39 | 32:16  |
| 04. | Union Böckingen            | 24  | 51:46 | 29:19  |
| 05. | VfR Aalen                  | 24  | 48:29 | 28:20  |
| 06. | Normannia Gmünd            | 24  | 41:36 | 28:20  |
| 07. | VfL Kirchheim/Teck         | 24  | 38:46 | 22:26  |
| 08. | Stuttgarter SC             | 24  | 32:39 | 21:27  |
| 09. | Sportfreunde Stuttgart (A) | 24  | 41:51 | 19:29  |
| 10. | VfL Neckargartach          | 24  | 29:52 | 18:30  |
| 11. | TSG Öhringen               | 24  | 42:57 | 18:30  |
| 12. | VfR Heilbronn (N)          | 24  | 42:55 | 17:31  |
| 13. | SSV Ulm                    | 24  | 35:72 | 12:36  |

## Aufstiegsrunde zur Oberliga Süd
In der anschließenden Aufstiegsrunde trafen die beiden Vertreter aus Württemberg auf Vereine aus  Bayern, Hessen, und Nordbaden.
Gruppe I
| Pl. | Verein              | Sp. | Punkte |
| --- | ------------------- | --- | ------ |
| 1.  | SSV Jahn Regensburg | 6   | 10:20  |
| 2.  | KSV Hessen Kassel   | 6   | 7:5    |
| 3.  | VfL Neckarau        | 6   | 7:5    |
| 4.  | SG Untertürkheim    | 6   | 00:12  |

Gruppe II
| Pl. | Verein          | Sp. | Punkte |
| --- | --------------- | --- | ------ |
| 1.  | SpVgg Fürth     | 6   | 11:10  |
| 2.  | CSC 03 Kassel   | 6   | 5:7    |
| 3.  | 1. FC Pforzheim | 6   | 4:8    |
| 4.  | FV Zuffenhausen | 6   | 4:8    |